# Anno 2070
Anno 2070 ist der fünfte Teil der Anno-Serie, einer Reihe von Aufbaustrategie-Spielen, und in ihr der Nachfolger von Anno 1404. Das Spiel wurde von den deutschen Entwickler-Studios Related Designs und Blue Byte entwickelt und vom französischen Konzern Ubisoft veröffentlicht.
In Anno 2070 erschließen und besiedeln Spieler unerschlossene Inseln und produzieren Waren mit den dort vorhandenen Rohstoffen, um Bedürfnisse der Bevölkerung zu decken und zu wachsen. Ziele des Spielers sind variabel, doch das Standardziel einer Spielpartie ist es, eine Metropole zu errichten. Das Spiel gegen eine variable Anzahl von unterschiedlich starken K.I.-Mitspielern stellt auch in Anno 2070 die klassische Partie dar, aber auch das Spiel gegen menschliche Mitspieler oder gänzlich ohne Gegner ist in diesem Teil der Serie möglich. Eine Besonderheit dieses Spiels im Vergleich zu seinen Vorgängern ist das Spielzeitalter, welches erstmals in die (nahe) Zukunft, etwa 59 Jahre nach Erscheinen des Spiels, verlegt wurde. Damit einhergehend verlangt das Spiel den Aufbau einer Energieversorgung, sowie die Wahl einer von zwei Startfraktionen, der umweltfreundlichen Eden Initiative oder der industriellen Global Trust Inc. Im militärischen Bereich ist erstmals der Aufbau einer Luftwaffe möglich; mit der Erweiterung Die Tiefsee kommen U-Boote für den militärischen und den zivilen Gebrauch hinzu. Die Möglichkeit zum Aufbau von Infanterie bzw. Landeinheiten entfällt im Vergleich zum Vorgänger wieder.
Entscheidungen des Spielers zur Versorgung der Bevölkerung haben jeweils positiven oder negativen Einfluss auf das inselspezifische Klima, welches, ähnlich wie die finanzielle Bilanz, mit einem Gesamtwert pro Insel bilanziert wird. Fraktionen reagieren unterschiedlich auf die Beeinflussung von Inselklimas, es beeinflusst außerdem die Produktivität landwirtschaftlicher Betriebe vor Ort und die Lebensqualität. Entscheidungen des Spielers haben auch Einfluss auf das Ansehen der Fraktionen, die keine eigene Insel haben, da bei diesen eigene diplomatische Optionen freigeschaltet oder wieder entzogen werden können.

## Hintergrundgeschichte
Ein kontinuierlich steigender Meeresspiegel und die Ausbeutung des Planeten brachten die Menschheit in der nahen Zukunft in Bedrängnis. Küsten wurden überschwemmt, Städte versanken im Meer und staatliche Strukturen verloren an Bedeutung. An ihre Stelle traten die globalen Megakonzerne Eden Initiative und die Global Trust Inc., die nun anstelle von Staaten Konflikte um die letzten verbliebenen Lebensräume und Ressourcen austragen. Dank neuartiger Technologien bietet die Zukunft jedoch auch neue Chancen. Zuvor karge Landstriche können nun wieder fruchtbar gemacht werden, es gibt neue Methoden zur Erschließung von Rohstoffvorkommen und verlassene Sektoren warten auf eine Neubesiedelung.

## Spielprinzip
Das eigentliche Spielprinzip ist ähnlich wie in den Vorgängern gestaltet: Erneut erkundet und besiedelt man als Spieler fremde Inseln, baut komplexe Wirtschaftskreisläufe auf, unterhält diplomatische Beziehungen und kümmert sich um seine Bevölkerung. Diese ist in verschiedene Schichten gegliedert; werden die Bedürfnisse einer Volksgruppe vollkommen erfüllt, so steigt diese in die nächste Stufe auf. Mit dem Stufenaufstieg steigen die Bedürfnisse, sodass das Spiel komplexer wird, je höher die Bevölkerungsstufe steigt.
Hat man die höchste Bevölkerungsstufe erreicht, kann man mit dem Monumentbau starten. Dabei handelt es sich um große, mehrphasige Bauprojekte, die beim Bauabschluss dem Spieler verschiedene Vorteile bringen. Für die Tycoons ist dies die Konzernzentrale, für die Ecos das Parlament und für die Techs (nur mit dem Add-on „Die Tiefsee“) das Wissenschaftsforum.
Rohstoffe, die benötigt werden, um die vom Volk benötigten Waren zu produzieren, können nicht unbedingt immer nur auf einer Insel abgebaut werden. Stellenweise besitzt die Insel nicht die benötigte Fruchtbarkeit, so dass man sich entweder eine weitere Insel suchen muss oder spezielles Saatgut bei Mitspielern erwirbt, das bestimmte Fruchtbarkeiten auf Inseln herstellt.
Besitzt man eine bestimmte Ware im Überschuss, so kann man diese bei Mitspielern gegen die Währung des Spieles, Credits, verkaufen. Das steigert den Einfluss bei Mitspielern, was sich auf den diplomatischen Part des Spieles auswirkt. Die Diplomatie im Spiel wurde im Vergleich zu Anno 1404 nur wenig geändert; so kann man Missionen von Mitspielern anfordern, die den Spieler etwa als Ziel aufgeben, eine bestimmte Menge an Treibgut aus dem Meer zu fischen. Ist ein solcher Auftrag erledigt, erhält man bei dem entsprechenden NPC Einflusspunkte, die spezielle Boni gewährleisten. Zudem kann man etwa um Geldspenden oder im Falle eines Krieges gegen einen Tribut um Waffenstillstand bitten. All diese Aktionen unterliegen einer Abklingzeit, so dass man eine bestimmte Zeit warten muss, bevor man eine gewisse Aktion erneut starten kann.
Der Krieg gegen Mitspieler ist kein zentrales Spielelement von Anno 2070; vielmehr konzentriert sich das Spiel auf den Handel mit Waren. Das Kampfsystem wurde im Vergleich zu den Vorgängern stark geändert. So laufen Kämpfe nun hauptsächlich auf See ab, nur einige Flugeinheiten können bis ins Innere der Inseln vordringen.
Erstmals wurden Waffen wie Bomber oder Langstreckenraketen hinzugefügt, die in der Lage sind, gleich mehrere Gebäude oder Einheiten zu beschädigen oder zu zerstören. Diese Waffen stehen erst im fortgeschrittenen Spielverlauf zur Verfügung und erfordern viele Ressourcen.

### Arche-Element
Das Spiel beinhaltet erstmals ein als Arche bezeichnetes spielinternes Depot. Dieses ermöglicht eine Lagerung von Ressourcen und die Verwendung und Lagerung von Artefakten. Diese sogenannten Items stellen bei Aktivierung (Sockelung) zum Teil erhebliche spielweltumfassende Gebäude-, Konstruktions- und Ökosystem-Modifikationen bereit.
Mit dem Ubisoft-Konto ist durch eine Online-Synchronisation der Arche des Spielers ein Austausch dieser Waren und Gegenstände zwischen verschiedenen Spielen und Spielständen möglich.
Einer der Hauptkritikpunkte am Spiel richtet sich somit gegen die Nichtverfügbarkeit der Arche im Offline-Modus, womit wesentliche Spielinhalte und Modifikationen entfallen.

## Spielinhalt
Zu Beginn existieren zwei spielbare Fraktionen, zwischen denen man sich zu Anfang des Spieles entscheiden muss: die „Ecos“ (Eden Initiative) und die „Tycoons“ (Global Trust). Während die „Ecos“ regenerative Naturkräfte verwenden, setzen die „Tycoons“ auf Energiegewinnung durch Schwerindustrie. Industrie und Umweltverschmutzung werden erstmals Auswirkungen auf das Aussehen der Inseln sowie auf die Bevölkerung und landwirtschaftliche Produktionsanlagen haben. Im späteren Spielverlauf ist es auch möglich, mit einer dritten Fraktion, den „Techs“ (S.A.A.T.), den Meeresboden auf speziellen Unterwasserplateaus zu besiedeln und dort neue Ressourcen abzubauen.
Ein weiterer neuartiger, komplexer Zweig von Anno 2070 ist die Forschung. Zum ersten Mal können Items künstlich in Akademien und Forschungslaboren erschaffen werden.
Manchmal werden auch Artefakte in versunkenen Gebäuden gefunden, diese können dann für die Entwicklung höherwertiger Technologien verwendet werden. Je nach vorher eingestelltem Spielmodi ist es im früheren oder späteren Verlauf des Spiels möglich, die Gebäude einer anderen Fraktion freizuschalten. Dadurch ist es im fortgeschrittenen Stadium möglich, entstandene Verschmutzungen der Tycoons, durch Ökobilanz verbessernde Gebäude der Ecos, auszugleichen. Umgekehrt können die umweltschonenden, aber dafür oftmals unwirtschaftlichen Gebäude der Ecos, durch die leistungsfähigeren und kostengünstigeren Fabriken der Tycoons, ersetzt werden.
Bei Anno 2070 wurden ebenfalls die vom Computer generierten Mitspieler vereinfacht. Statt eine Künstliche Intelligenz für weitere Mitstreiter zu entwickeln, die einen Aufbau nach denselben Spielregeln wie der echte Spieler vornimmt, werden nun einfache Skripte eingesetzt, die sich über die Spielregeln vollkommen hinwegsetzen.

## Wahlen und Weltgeschehen
In einem Speziellen Online-Feature ist es Spielern möglich, an weltweiten Senats- und Weltratswahlen teilzunehmen. Dabei wählt der Spieler aus den jeweiligen Vertretern der drei Fraktionen, die mit verschiedenen Wahlversprechen versuchen, den Spieler für sich zu überzeugen. Am Ende der Wahl beginnt die Fraktion mit den meisten Stimmen mit der Umsetzung ihrer Versprechungen, welche sich positiv auf das Spielerlebnis auswirken. Nach wenigen Tagen finden erneut Wahlen statt und es werden neue Wahlversprechen gemacht. Die Teilnahme an den Wahlen ist freiwillig.

### Weltgeschehen
Ein weiteres Online-Feature sind die Weltgeschehen. Insgesamt wurden 5 Weltgeschehen veröffentlicht, die sich alle paar Monate abwechseln und in dieser Zeit alleinig zum Spielen zur Verfügung stehen. Dabei können Spieler weitere Missionen erfüllen und Boni freischalten. Je mehr Spieler die Weltgeschehen spielen, desto mehr Karrierepunkte bekommt jeder einzelne Spieler.

## Rezeption

### Absatz
Anno 2070 verkaufte sich in der ersten Woche 47.000-mal. In Deutschland wurden etwa 100.000 Exemplare abgesetzt.

### Auszeichnungen
- Deutscher Entwicklerpreis 2012: Bestes Strategiespiel, Bestes Game Design

### Kritik
Bedingt durch die einmalige Produktaktivierung und der diesbezüglichen Konto-Bindung an einen Ubisoft-Account, geriet der Titel bereits im Vorfeld in die Kritik. Die zusätzlich erforderliche permanente Internetverbindung (Always-on) für uneingeschränkte Spielinhalte verstärkte den Unmut der Käufer hinsichtlich der Spielmechanik zudem erheblich – nicht zuletzt dadurch, dass Ubisoft in den Zeiträumen unmittelbar vor Veröffentlichung betonte, es werde lediglich „eine vorübergehende Internetverbindung für die einmalige Produktregistrierung beim ersten Start des Spiels benötigt“, was lediglich einen Teil der restriktiven Produktpolitik wiedergab.
Zwar ist nach erfolgter Aktivierung per Internet auch ein Spielen ohne ständigen Internetzugriff möglich – im sogenannten 'Offline-Modus', dieser lässt jedoch nachfolgend nur ein Spielen mit eingeschränkten Spielinhalten zu. Eine permanente Internetverbindung für vollständige Spielinhalte ist somit zwingend erforderlich.

#### Kopierschutz
Einer der weiteren Kritikpunkte ist zudem der vom Spiel verwendete Kopierschutz aus Kombination von Tagès sowie Solidshield v2 desselben Herstellers. Dieser erstellt bei Aktivierung einen Prüfsummenschlüssel der verwendeten Hardware, wobei nach Modifikation des Computersystems durch Wechsel der Komponenten – etwa dem Tausch der Grafikkarte – eine erneute Aktivierung erforderlich ist. Das Spiel ist somit – zusätzlich zur Bindung an ein Ubisoft-Konto – unmittelbar an die verwendete Hardware gebunden. Die Anzahl der (Re-)Aktivierungen ist bei der Version des bei Anno 2070 verwendeten Kopierschutzes auf maximal drei Aktivierungen limitiert.
Prominente Öffentlichkeit erfuhr die Nutzung des Kopierschutzes kurz nach Veröffentlichung des Titels. So scheiterten die Tester des niederländischen Hardware-Portals Guru3D an dem Kopierschutz des Spiels, als sie Anno 2070 einem Review bezüglich der Spieleleistung unterziehen wollten. Bei einem bei Reviews üblichen Komponentenwechsel – zwecks Testen der Spieleperformance auf unterschiedlichen Systemen, hier der Grafikkarte – verweigerte der Kopierschutz in Folge die Nutzung des Spiels unter Hinweis einer neuerlichen Aktivierung – eine erneute Re-Aktivierung aufgrund von Hardwareänderungen war bis dato nicht bekannt, lediglich eine Aktivierung auf maximal drei Systemen. Da sich das Spiel nur drei Mal pro Seriennummer aktivieren lässt, verweigerte das Spiel die Nutzung und ließ sich aufgrund der drei vorausgegangenen Aktivierungen nicht länger freischalten.
Der in Folge kontaktierte Support von Ubisoft konnte hier nicht helfen, somit wandte man sich unmittelbar an den Entwickler Blue Byte, der manuell die Grafikkarte aus der Kopierschutzbewertung herausnahm und bemüht war, Hilfestellung zu leisten. Die Redakteure waren aufgrund dieser Problematik derart erzürnt, dass sie alle zukünftig erscheinenden Ubisoft-Titel umgehend aus ihrem Review-Portfolio strichen und sich ab sofort weigerten, PC-Titel des Publishers zu rezensieren. Es offenbarte sich daher, dass bereits eine Änderung der Komponenten eine der maximal drei Aktivierungen verbraucht, da der Kopierschutz einen Komponententausch als erneute Installation auf einem anderen System wertet.
Der Publisher Ubisoft respektive der Entwickler Blue Byte reagierte daraufhin und änderte den Kopierschutz dahingehend ab, dass zukünftig zumindest bei Wechsel der Grafikkarte keine erneute Aktivierung erforderlich ist. Weiterhin wurde die Anzahl der Neuregistrierungen auf vier erhöht, zudem verfallen dreifach getätigte und nicht länger genutzte Aktivierungen nach 30 Tagen. Ferner kann bei Überschreitung des Limits bei Ubisoft unter Nachweis des Besitzes einer legalen Kopie eine Rücksetzung dessen erbeten werden.

#### Key-Händler
Zudem hat Ubisoft massive Probleme mit nicht autorisierten Verkäufern, die stark rabattierte CD-Keys anbieten, ihre Schlüssel aber illegal erworben haben. Diese werden vom Publisher regelmäßig gesperrt und dem geprellten Kunden keinerlei Kompensation angeboten. Es wird lediglich darauf hingewiesen, dass eBay-Händler, die auch Spiele-Währung für diverse MMORPGs anbieten oder sich damit bezahlen lassen, einen ausländischen Firmensitz angeben und den Vertrieb der digitalen Kopie als ISO-Datei über BitTorrent oder inoffizielle FTP-Server vornehmen, als nicht vertrauenswürdig einzustufen sind.

#### Nichtverfügbarkeit der Arche im Offline-Modus
Einer der Hauptkritikpunkte des Spiels war die ursprüngliche Nichtverfügbarkeit der Arche im Offline-Modus.
Die Arche ist ein spielinternes Depot, das eine Lagerung von Ressourcen und die Verwendung und Lagerung von Items ermöglicht. Darüber hinaus ermöglicht sie auch durch Online-Synchronisation mit dem Ubisoft-Konto des Spielers einen Austausch dieser Waren und Gegenstände zwischen verschiedenen Spielen und Spielständen. Nachdem im Jahr 2022 eine Komplettabschaltung der Spielserver drohte, wurden mit dem Patch 3.0 die Onlineservices aktualisiert und fortgeführt, ein Zugriff auf die Arche ist nun auch im Offline-Modus möglich.
Weiter kam es nach Veröffentlichung zu Problemen, bei denen Spielern ihre in der Arche zentral gesammelten Artefakte – deren Entwicklung sich im Spiel erheblich zeit- und kostenintensiv gestalten kann – teilweise oder ganz fehlten.

## Erweiterungen
Insgesamt wurde eine große Erweiterung und 3 kleinere DLCs veröffentlicht. Letztere bestehen zum Teil aus kostenlosen und kostenpflichtigen Inhalten wie etwa neuen Zierelementen oder Missionen.

### Die Tiefsee
Die Erweiterung mit dem Namen Anno 2070 – Die Tiefsee wurde wie angekündigt am 4. Oktober 2012 veröffentlicht. Als Neuerungen bzw. Erweiterungen kommen unter anderem Tiefseehandel, ein neues U-Boot und ein Flugzeugträger, eine neue Katastrophe (Tsunami), die Verteidigungsplattform zur Abwehr von feindlichen Angriffen auf Unterwasserplateaus mit Flugzeugen oder Schiffen und eine neue Zivilisationsstufe für die Techs (Genies) hinzu. Im Rahmen dieser Zivilisationsstufe ist auch der Bau eines neuen Monuments (Wissenschaftsforum) möglich. Durch eine Spezialeinrichtung, den sogenannten Energietransmitter, kann überschüssige Energie von einer Insel oder einem Unterwasserplateau auf eine andere ausgesuchte Insel bzw. ein Unterwasserplateau übertragen werden.

#### Rezeption
Laut GameStar füge sich die Erweiterung nahtlos in das Basisspiel ein. 4Players bezeichnete die Tiefsee als die bislang beste Erweiterung für ein Anno-Spiel. Spieletipps.de merkte an, dass die neuen Gebäude erst zum Ende des Spiels auftauchen und weniger detailliert gestaltet sind als die des Hauptspiels. Die neuen Warenproduktionsketten sind sehr kompliziert. GBase gab zu Bedenken, dass die Anzahl der Neuerungen zunächst klein scheint, diese jedoch eine deutlich größere Komplexität verursachen. Die kurze Kampagne sei gelungen. Die Schwächen des Hauptspiels werden jedoch nicht angegangen.

### DLCs
- Das Eden-Projekt
- Global Distrust – Der große Börsencrash
- Der Nordamark – Grenzkonflikt

## Nachfolger

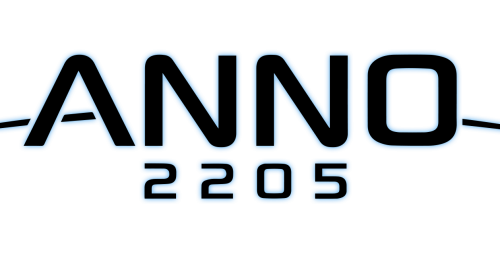
Logo von Anno 2205

Am 16. Juni 2015 kündigte Ubisoft mit Anno 2205 den Nachfolger von Anno 2070 an. Dieser erschien am 3. November 2015.

### Fraktionen im Nachfolger
2085 gründete die Eden Initiative die Arctic Custodians zur Verwaltung der ihnen überschriebenen Arktis und Antarktis, wo sie ihre Klimatechnologie installierten, um die Polkappen wiederherzustellen. Einer der Custodians ist der aus seiner Art geschlagene Ville Jorgensen vom Jorgensen-Clan und Nachfahre von Tilda Jorgensen, die der Vorgängerorganisation der Custodians angehörte. Da die politischen Ziele der Eden Initiative erreicht wurden, verringerte sich ihr Einfluss, bis sie 2156 von der globalen oligarchischen Konzernverwaltung „Big Five“, bestehend aus den größten fünf Weltkonzernen, abgelöst wurde.
Die Global Trust Inc. verlor nach der ersten Besiedelungswelle auf dem Mond die Schürfrechte an die dort ortsansässige Schürfgesellschaft LEC und damit einen beträchtlichen Teil ihrer Marktmacht. Beim fehlgeschlagenen Versuch, auf den Mars zu expandieren, ging der globale Mischkonzern schließlich bankrott. Die Marktanteile des Konzerns, aber auch die Anteile an der Firma selbst, konnte der konkurrierende Energiekonzern Lei Sheng Electricity gewinnen, der damit in die Riege der Big Five aufgestiegen war. Die Wissenschaftsorganisation S.A.A.T. konnte sich von ihrem Ansehensverlust nach der Deaktivierung ihres rebellierenden K.I.-Anführers F.A.T.H.E.R., sowie nach einer Katastrophe infolge eines fehlgeschlagenen Experiments ihres früheren Mitglieds Hiro Ebashi mit Geothermie im Ebashi-Tiefseegraben nicht wieder erholen. Mit dem Ende der K.I.-Technologie als Spitze der Forschung wurde S.A.A.T. von Ibarra-Foxcom aus dem Markt gedrängt und mit der Gründung der Big Five aufgelöst.